# Взрыв автобуса на улице Шмуэля ха-Нави
Палестинский террорист-смертник взорвал переполненный общественный автобус «Эгеда» № 2 в квартале Шмуэль ха-Нави в Иерусалиме 19 августа 2003 года. Двадцать четыре человека погибли и более 130 получили ранения. Многие из жертв были детьми, некоторые из них младенцы. ХАМАС взял на себя ответственность за теракт.

## Теракт
19 августа 2003 года (22 Ава 5763 года) террорист-смертник ХАМАСа, посланный ячейкой организации в Хевроне, замаскировался под еврея-хареди и взорвал себя в автобусе № 2 компании «Эгед», проезжавшем через иерусалимский район Шмуэль ха-Нави. Он взорвал себя посередине автобуса после того, как вошёл через заднюю дверь. Двухэтажный автобус был переполнен детьми-ортодоксами, возвращавшимися после посещения Стены Плача.
Кроме находившихся в автобусе, куда зашёл террорист, пострадали и люди, которые находились в двух других автобусах и автомобилях рядом. Помимо преступника, в результате мощного взрыва погибли 7 детей и 16 взрослых, среди которых была женщина на восьмом месяце беременности, а более 130 человек получили ранения.
Бомба была начинена шарикоподшипниками, предназначенными для увеличения числа травм в переполненном автобусе. Террористы ХАМАСа заявили, что реализатором теракта был 29-летний исламист-проповедник мечети из города Хеврон.
Поскольку среди погибших и раненых было много детей, СМИ окрестили его «детским автобусом». Согласно сообщению Associated Press:
Детские коляски были разбросаны около пострадавшего автобуса, медики уносили детей с окровавленными лицами, а маленькая девочка умерла в больнице, прежде чем врачи смогли найти её родителей. По меньшей мере пять детей были среди 18 погибших во вторник в результате теракта-самоубийства палестинского боевика, взорвавшего себя в иерусалимском автобусе. Сорок детей были среди более чем 100 раненых. Эта атака стала сотым терактом палестинского смертника против израильтян с момента начала последнего раунда боевых действий в сентябре 2000 года. Количество молодёжи выделяется в этом мрачном списке жертв, и правительство заявило, что выбор цели был особенно хладнокровным.

## Исполнители
И ХАМАС, и Исламский джихад взяли на себя ответственность за нападение. Однако, по мнению Тарика Али, взрыв был осуществлён «самопровозглашенной ячейкой „ХАМАС“ из Хеврона, отрекшейся и осуждённой официальным руководством». Президент США Джордж Буш-младший направил свои соболезнования семьям жертв. Европейская комиссия также осудила то, что она назвала «разрушительным террористическим нападением», и призвала Палестинскую администрацию вмешаться, чтобы положить конец таким актам:

Европейская комиссия решительно осуждает разрушительный теракт прошлой ночью в Иерусалиме и выражает искренние соболезнования семьям жертв и правительству Израиля. Это нападение на все силы, работающие ради мира. Европейская комиссия призывает Палестинскую администрацию сделать всё возможное, чтобы предотвратить такой неприемлемый и неоправданный акт насилия, и настоятельно призывает ПА и правительство Израиля продолжать диалог и общие усилия по достижению мира, как указано в «Дорожной карте».

## Последствия
После атаки израильские силы арестовали 17 палестинцев, подозреваемых в том, что они были активистами ХАМАСа, включая нескольких родственников террориста, в то время как лидер ХАМАСа Исмаил Абу Шанаб и его двое телохранителей были ликвидированы израильским ракетным ударом с вертолёта в Газе.
В 2004 году в районе Бейт-Исраэль в Иерусалиме была установлена мемориальная доска жертвам. Имя единственной жертвы-нееврейки, Марии Антонии Реслас, было выгравировано отдельно от имён других жертв, с титулом «госпожа».